# Comité olympique jordanien
Le Comité olympique jordanien (en arabe, اللجنة الأولمبية الأردنية) est le comité national olympique de la Jordanie, fondé en 1957. Il est reconnu par le CIO depuis 1963.